# Понизовка (Брянская область)
Понизовка — деревня в Ду́бровском районе Брянской области, в составе Дубровского городского поселения. Расположена у северной окраины села Давыдчи. Население — 180 человек (2010).
Упоминается с середины XX века; до 2005 года входила в Давыдченский сельсовет.
| Годы      | 1979 | 1989 | 2002 | 2010 |
| --------- | ---- | ---- | ---- | ---- |
| Население | 342  | 230  | 190  | 180  |